# Rechtstoelen in Groningen

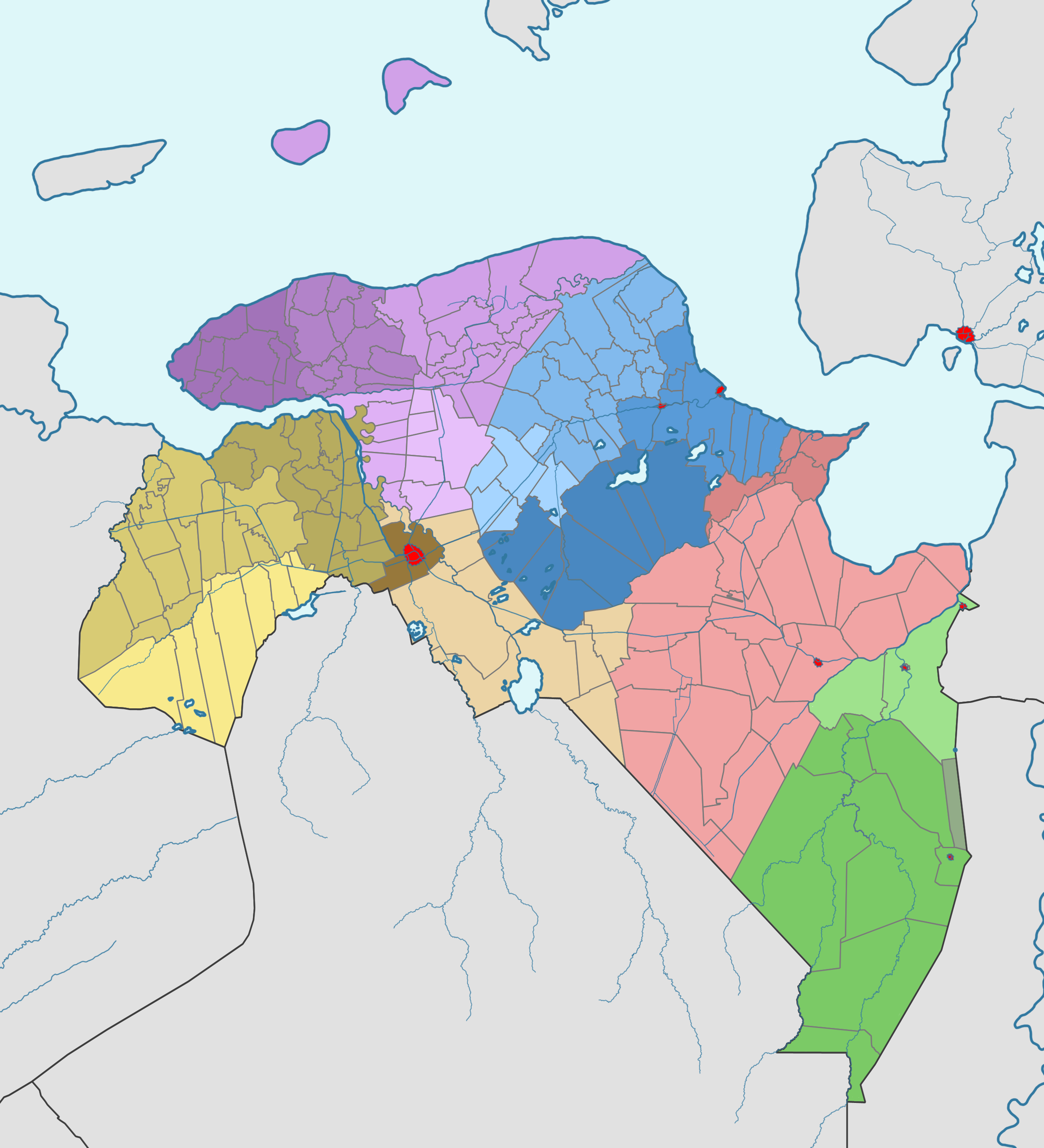
Groningen in 1789

Rechtstoel was - met name in de provincie Groningen - tot in de Franse tijd de benaming voor de plaatselijke gerechten. Hieronder werden zowel de rechtsprekende colleges als hun ambtsgebied verstaan,
In specifiekere zin werd vroeger onder een rechtstoel de zetel verstaan waarop een rechter plaats neemt als hij spreekt, waarbij de samenstellingen tevens het symbool was van zijn ambt.
Het woord 'stoel' wordt in de eerste betekenis vooral in Nederland en Noordwest-Duitsland gebruikt, bijvoorbeeld in de termen etstoel, schepenstoel, dingstoel en vrijstoel. Met de laatste term werden de geprivilegieerde veemgerichten in Westfalen aangeduid.
De term komt al voor in de Zeventien Keuren uit de twaalfde eeuw, waar in de zevende keur wordt gesteld dat Karel de Grote de Friezen in het bezit heeft gesteld van 'de rechtmatig vrije stoel' (thi riuchta fria stol), met daarbij de vrijheid om te spreken en vrijheid om te antwoorden. Dit was het recht om zich binnen het eigen district of de eigen rechtstoel voor de rechter in vrijheid te mogen verantwoorden.

## Overzicht
In totaal waren er in de Ommelanden, de beide Oldambten en Westerwolde in de 18e eeuw zo'n 75 rechtstoelen, maar door splitsingen, afscheidingen en samenvoegingen schommelde dit aantal nog weleens. De meeste rechtstoelen omvatten twee dorpen, andere meer. Sommige rechtstoelen (zoals Platvoetshuis bij Dorkwerd en De Kampen bij Oldehove) telden slechts één of meer boerderijen. Grotere rechtstoelen waren verdeeld in eden, waartussen de rechtspraak rouleerde. Een eed viel doorgaans samen met een of meer dorpen of buurtschappen.
De redger of rechter, in het Westerkwartier (net als in Friesland) grietman genoemd, sprak er recht volgens het landrecht van de streek. De redger of grietman werd geassisteerd door een wedman, die als deurwaarder optrad.
In 1601 werden de verschillende landrechten in de Ommelanden vervangen door één Ommelander Landrecht oftewel Landrecht van Hunsingo, Fyvelingo ende het Westerkwartier. In het Oldambt en in de Veenkoloniën, die door de stad Groningen werden bestuurd, gold het Landrecht der beyden Old-Amten, dat in 1618 werd vernieuwd. Het Landrecht van Wedde en Westerwoldinge-Landt is in 1470 vastgelegd en in 1566-67 herzien. Het Landrecht van Selwerd, dat voor het Gorecht gold, is vastgelegd in 1529 en herzien in 1596 en 1673. In de stad Groningen golden de bepalingen verzameld in het Stadboek van 1425, aangevuld met het Oldermansboek en het Romeins recht. De afzonderlijke  landrechten bleven gelden tot 1809.
Naast de gewone rechters waren er in Fivelingo (en in mindere mate in Hunsingo) ook over- of lankrechters, die over jurisdictiegeschillen oordeelden en een deel van de boetes ontvingen; in de middeleeuwen fungeerden ze ook als militaire leiders die naleving van een gerechtsoordeel konden afdwingen. In het Westerkwartier (behalve in Middag) en Westerwolde had men buurrechters of boerrigters, in het Oldambt aanvankelijk eveneens buurrechters, later dijkrechters, in Appingedam schuttenrechters met vergelijkbare taken. Deze functionarissen hadden echter alleen zeggenschap over wegen en waterstaatszaken. De dorps- of buurrechters op het Hoogeland verdwenen al op het einde van de middeleeuwen.
Hoger beroep was tot 1749 slechts in een aantal gevallen mogelijk; in de Ommelanden alleen bij civiele zaken, in het Oldambt, Westerwolde en de Veenkoloniën uitsluitend bij minder zware strafrechtelijke kwesties. Beroepszaken in de Ommelanden werden sinds de 14e eeuw behandeld door de Ooster- of Westerwarf, later in toenemende mate door de Hoofdmannenkamer. Pas door het Reglement Reformatoir van 1749 werd de rechtspraak in Groningen aan strengere regels onderworpen en werd het in alle gevallen mogelijk in beroep te gaan bij de Hoofdmannenkamer, die werd omgedoopt tot Hoge Justitiekamer van Stad en Lande. Uitgezonderd hiervan bleven het adellijke jachtrecht en het beheer over een aantal doorgaande wegen, die in 1749 werden ondergebracht bij het Provinciaal Jachtgericht. Deze gehate instantie werd na de omwenteling van 1795, toen het jachtrecht werd vrijgegeven, als eerste afgeschaft.  De Hoge Justitiekamer werd in 1804 vervangen door een Departementaal Gerechtshof. In 1652 stelden de Ommelanden een eigen Justitiekamer te Middelstum in, die echter niet lang bestaan heeft. Onafhankelijke keizerlijke notarissen waren in Groningen nauwelijks actief; het stadsbestuur verbood hun activiteiten in 1715.
Onder de Bataafse Republiek kwam er een einde aan het oude rechtstelsel. In 1803 werden de afzonderlijke rechtstoelen en het gebied van de stad Groningen samengevoegd tot zeven jurisdicties, die in 1811 onder het Franse bewind werden verenigd tot drie rechtbanken in eerste aanleg (arrondissementsrechtbanken) met veertien vredegerechten. Tevens werden in de belangrijkste dorpen notarissen benoemd, die het opstellen en verzegelen van particuliere aktes van de rechtstoelen overnamen.

## Achtergrond
De Friese kuststreken kenden in de Middeleeuwen een eigen ontwikkeling. De Frankische koningen slaagde er wel in de bewoners te onderwerpen, maar het Karolingische bestuurssysteem met graven die in naam van de koning een gouw bestuurden hield niet lang stand. In oudste bronnen is nog wel sprake van graven in de Ommelanden, onder andere de uit de familie van de Brunonen. Na de elfde eeuw stelt het grafelijke gezag weinig meer voor. De Friese vrijheid kenmerkt zich door het ontbreken van een centraal overheidgezag. Rechtspraak en bestuur waren grotendeels op lokaal niveau, binnen de rechtstoelen, georganiseerd.
In de veertiende eeuw ging het rechterschap vaak rond in de kring van grondbezitters die aan bepaalde criteria voldeden. De rechten waren omgaand; een toerbeurt werd een 'ommegang' genoemd. De wijze waarop het recht omging, werd vastgelegd in zogenaamde klauwboeken. De boerderijen die in het Klauwboek waren opgenomen, noemen we wel de zogenaamde edele heerden.
In de loop der tijden kwamen steeds meer rechtstoelen in het bezit van een beperkt aantal eigenaren die betiteld werden als hoofdeling, later ook wel als jonker, en die zichzelf beschouwden als eigenaar van de betreffende rechtstoel. Waar de rechtsomgang niet meer rouleerde, wordt de rechtstoel als staand aangeduid. In het gerecht Selwerd (Gorecht) werden de rechters vanouds door het stadsbestuur van Groningen aangesteld. In de Oldambten gebeurde dat vermoedelijk sinds 1536, in Westerwolde sinds 1618.
In de 17e en 18e eeuw raakten ook de meeste onderkwartieren vast in handen van een of een kleine kring van edelen. Aanhoudende conflicten leidden in 1659 tot ingrijpen van de Staten Generaal. De onderdistricten werden grondig herverkaveld en er kwam een strak schema van roulerende functies, die het alleenrecht van de adel verder in de hand werkte. Door onderlinge afspraken (contracten van correspondentie) en het inzetten van hun clientèle als 'stemvee' wisten de meest succesvolle families de concurrentie grotendeels uit te schakelen. In 1749 was meer dan de helft van de rechtstoelen staande. Dat was een van de belangrijkste factoren die leidden tot het Pachtersoproer van 1748 en daarna tot de opkomst van de patriottenbeweging in 1787.
Een deel van deze rechten was afkomstig van de voormalige kloosters in Groningen, die in 1659 door de provincie aan de meestbiedende werden verkocht. Ook de stad Groningen wist dankzij haar kloosterbezit en dankzij strategische aankopen haar invloed in de Ommelanden uit te breiden. Dat lukte met name in Winsum, Obergum, Appingedam, Aduard en Scharmer. De Ommelanden kochten in 1630 de heerlijkheid Delfzijl aan, maar moesten die later wegens geldgebrek weer verkopen; daarnaast bezaten de Ommelanden de kleine rechtstoel Platvoetshuis en aandelen in de rechtstoelen van Warffum en Ten Boer. Stad en Lande namen in 1637 de heerlijkheid Visvliet over van de provincie Friesland.

## Rechthuizen
De rechtszittingen vonden oorspronkelijk 's zomers in de open lucht en 's winters in de dorpskerk plaats. In Bedum daagden de redgers mei 1548 op het kerkhof, in het Oldambt deden ze dat mei 1565 in de dorpskerk van Midwolda, waar vanouds de rechtdagen werden gehouden. De belangrijkste rechtstoelen hadden vermoedelijk al in de zestiende eeuw een eigen rechthuis. De protestanten die sinds de Reductie van Groningen in 1594 de dienst uitmaakten, vonden het echter niet gewenst dat het kerkgebouw nog langer voor wereldlijke zaken werd gebruikt, zodat iedere rechtstoel een rechthuis kreeg. Dit waren meestal particuliere herbergen. Soms kregen meerdere dorpen binnen de rechtstoel een eigen rechthuis, andere rechtstoelen waren te klein daarvoor. Jaarlijks waren er bijzondere zittingen in de hoofdplaatsen van de onderdistricten, waar men zijn voornemen om de rechtspraak uit te oefenen, kon aanmelden. Maakte niemand bezwaar, dan diende de nieuwe rechter de eed af te leggen, hetgeen vanouds op het kerkhof plaatsvond. In het Fivelingoër Westerdeel gebeurde de toewijzing van redgerrechten in de herberg 'De Roos' in Loppersum. Daarentegen vond de 'aanspraak' van de meeste rechtstoelen in Oostelijk-Fivelgo en het afleggen van de eed vanouds plaats te Leermens. De eedsaflegging gebeurde vermoedelijk op het kerkhof bij een grote steen, nadat de aanstaande rechter rond het dorpsgebied was gelopen en water uit de dorpsbron had gedronken. Andere hoofdplaatsen waren Sebaldeburen, Leens en Kantens. In de 17e en 18e eeuw raakten deze rituelen uit de mode, hoewel men de stenen die een rol speelden bij de rechtspraak vaak nog wel wist aan te wijzen.
Bij de opheffing van de oude rechtstoelen in 1803 waren er zo'n 75 rechthuizen, waarvan er in uiteindelijk tot 1838 tien overbleven. De rechthuizen van Aduard (rond 1600), Bellingwolde (1643), Slochteren (17e eeuw), Westeremden (1607), Winneweer en Wirdum (?) zijn nog voorhanden, evenals het 19e-eeuwse rechthuis van Onderdendam (1838).

## Galgen
Iedere rechtstoel had in de regel een eigen rechtplaats of galgenveld, meestal op een goed zichtbare plek aan de rand van het dorpsgebied en bij voorkeur aan de waterkant gelegen. Hier werden de veroordeelden bestraft of soms terechtgesteld; meestal werden ook hun lijken hier begraven, samen met de kadavers van gestorven vee. Ook stond hier vaak de schandpaal of kaak. In de willekeuren die de Oost-Friese krijgsheer Fokko Ukena in 1427 voor de hele regio opstelde, komt voor het eerst het voorschrift voor dat ieder onderdistrict of ambt een galg diende te hebben. In de regel besliste redger of grietman over het inrichten van een rechtplaats. Bekende rechtplaatsen waren De Dingen tussen Uithuizen en Uithuizermeeden, Dinghweer onder Lellens, Kaakheem te Aduard en Ten Boer, de kaak te Kröddeburen, Ten Bolte bij Ten Boer, de richtplaats van Stedum (met gedenkteken), de Dieftil bij Oosterwijtwerd, Eekwerdertil te Wirdum, de Gerichtsweg bij Wirdum, de gerichtplaetse bij 't Galgenhuisje op de Westervalge te Warffum, het voormalige Galgebosje aan de Galgeweg te Zuidbroek,de Geeselberg of  t Ol Gerichte bij Vlagtwedde en de Galbaargen te Smeerling. In Vredewold werd in het begin van de 16e eeuw een nieuwe galg opgericht pal aan de Friese grens bij Frieschepalen. Op 't Kaakheem op de Westervalg te Zuidhorn zijn de slachtoffers van het sodomieproces van 1731 terechtgesteld. De stad Groningen had galgenbergen bij de Kempkesweg en aan de Paddepoelsterweg.

## Lijst van rechtstoelen tot 1803
Tussen haakjes de rechthuizen.

### Westerkwartier
Het Westerkwartier gold tot in de 17e eeuw niet als een afzonderlijk landschap, maar viel uiteen in drie zelfstandige landschappen, die (tot 1498 samen met Achtkarspelen) het Westerambt werden genoemd. Ook vormden deze drie landschappen (zonder Middag) tot 1749 bij beroepszaken gezamenlijk de Westerwarf. Bij het Ommelander reglement van 1659 werd onder druk van de Staten Generaal een nieuwe indeling gemaakt, waarbij de onderkwartieren Oostlangewoldsterdeel, Vredewolderdeel en Middagsterdeel werden gevormd. Het Westerkwartier viel daardoor weer uiteen. De onderkwartieren werden door het Reglement Reformatoir van 1749 afgeschaft.
Er bevonden zich hier 14 rechtstoelen, die grietenijen werden genoemd. Vredewold was sinds 1531 een erfgrietenij onder het gezag van de heren van Nienoord. In Langewold legden de nieuwe rechters de eed af in Sebaldeburen, waar vanouds op Hemelvaartsdag een jaarmarkt werd gehouden. De predikanten klaagden in 1617 dat deze kermis ervoor zorgde dat er van het kerkbezoek weinig terecht kwam. Mogelijk waren er vergelijkbare bijeenkomsten in Tolbert, waar in 1529 de districtszegels werden bewaard, en misschien ook in Oldenhove. Nuis diende eveneens als vergaderplaats, terwijl in Dorkwerd tot 1594 een seendgerecht zitting hield.
In 1803 gingen de afzonderlijke rechtstoelen op in de jurisdictie Westerkwartier met als hoofdplaats Zuidhorn; er was een afzonderlijke zegelaar in Leens. In 1811 werden hieruit de vredegerechten of kantons Leek en Zuidhorn gevormd, die in 1838 fuseerden tot het kantongerecht Zuidhorn.

#### Langewold
- Langewold-Westerdeel (met Opende, Doezum, Grootegast, Sebaldeburen, Lutjegast, Lucaswolde en Grijpskerk) (rechthuis te Grijpskerk en Eibersburen[13])
- Langewold-Oosterdeel (met Zuidhorn, Noordhorn, Niezijl, Faan, Niekerk en Oldekerk) (Zuidhorn, Noordhorn en Niekerk)
- Ruigewaard of Drie Waarden (Oosterwaard, Middelwaard en Westerwaard, met afzonderlijke rechtdagen) (Kommerzijl)
- Visvliet en Pieterzijl (Visvliet)

#### Vredewold
- Vredewold (met Marum, Noordwijk, Nuis, Niebert, Tolbert, Midwolde, Leek, Lettelbert, Oostwold en Lagemeeden) (rechthuis te Leek, bij de klap; eerder misschien ook bij de gerechtseik te 't Malijk bij Marum[14])

#### Humsterland
Humsterland had tot de 17e eeuw vaak twee grietmannen.
- Oldehove en Saaksum of Humsterland (Oldehove)
- Niehove (Niehove)

#### Middag
Het district Middag gold aanvankelijk als een onderdistrict van Hunsingo, maar wordt sinds het begin van de 17e eeuw bij het Westerkwartier gerekend; bij beroepszaken werd het echter tot 1749 bij de Oosterwarf gerekend.
- Groot Aduard (met Aduard, Garnwerd, Oostum, Fransum, Den Ham, Wierum en Hoogemeeden) (Aduard)
- (Hoogkerk) (Hoogkerk)
- Leegkerk en Dorkwerd (Leegkerk)
- Platvoetshuis
- Feerwerd (Aduarderzijl)
- Ezinge en Hardeweer (Ezinge)

### Hunsingo
Het landschap Hunsingo viel oorspronkelijk uiteen in zes onderdistricten, maar Middag werd sinds 1594 gewoonlijk bij het Westerkwartier gerekend. In beroepskwesties vormden Hunsingo en Fivelingo tot 1749 de Oosterwarf; dit echter zonder Middag. Bij het Ommelander reglement van 1659 werd onder druk van de Staten Generaal een nieuwe indeling gemaakt, waarbij de onderkwartieren Marnsteradeel, Halfambsteradeel en Oostambtsteradeel werden gevormd. Die maatregel werd door het Reglement Reformatoir weer ongedaan gemaakt. Mensingeweer en Maarslag werden in de 17e en 18e eeuw doorgaans bij De Marne gerekend; Wierhuizen maakte oorspronkelijk deel uit van De Marne, maar werd al rond 1500 het Halfambt gerekend. Westerwijtwerd en Onderwierum vielen oorspronkelijk onder Ubbega, maar gingen later bij Innersdijk horen. Menkeweer nam, doordat het op de grens tussen het Halfambt en het Oosterambt lag, een tussenpositie in. Westerwijtwerd vormde aanvankelijk een rechtstoel met Huizinge.
In Hunsingo bevonden zich ongeveer dertig rechtstoelen. De jaarlijkse toewijzing van de regerrechten vond plaats in Leens en Kantens, daarnaast wellicht in Winsum of Baflo (waar tot 1594 een seendgerecht werd gehouden). Centrumplaatsen waren verder Onderdendam (waar vanouds volksvergaderingen werden gehouden) en Middelstum (waar mogelijk het zegel van het Oosterambt met de heilige Hippolytus werd bewaard).
In 1803 gingen de afzonderlijke rechtstoelen op in de jurisdictie Hunsingo met als hoofdplaats Onderdendam; er waren afzonderlijke zegelaars in Leens en Uithuizen. In 1811 werden hieruit de vredegerechten of kantons Winsum en Middelstum (hoofdplaats: Onderdendam) gevormd, die in 1838 opgingen in het kantongerecht Onderdendam.

#### Marne
- Leens (met Tuins) (Leens[15])
- Wehe, Zuurdijk en Nijenklooster (Wehe)
- De Kampen
- Warfhuizen (incl. een deel van Schouwerzijl) (Warfhuizen)
- 't Grote Reedschap (met Ulrum, Niekerk, Vliedorp-Houwerzijl en De Houw) (Ulrum)
- 't Kleine Reedschap (met Vierhuizen, incl. Zoutkamp), later verenigd met 't Grote Reedschap
- Hornhuizen (Hornhuizen)
- Kloosterburen (Kloosterburen)

#### Ubbega
- Winsum, Bellingeweer en Tijum (Winsum, in de Gennep, misschien bij de gerichtslinde in het dorpscentrum)
- Wetsinge (Wetsinge[16])
- Sauwerd
- Adorp en Harssens (Adorp)

#### Halfambt
- Obergum, Maarslag (incl. een deel van Schouwerzijl), Lutje Saaksum, Saaxumhuizen en half Mensingeweer (Obergum)
- Baflo c.a. (met Ranum, Maarhuizen en half Mensingeweer (Baflo)
- Rasquert, Tinallinge en Den Andel (Rasquert[17])
- Eenrum (Eenrum)
- Pieterburen en Westernieland (Pieterburen)
- Wierhuizen

#### Oosterambt
- Warffum en Breede (incl. Rottumeroog) (Warffum)
- Usquert (Usquert)
- Uithuizen (Uithuizen)
- Uithuizermeeden (Uithuizermeeden)
- Kantens, Stitswerd, Eppenhuizen en Startenhuizen) (Kantens)
- Zandeweer, Oldenzijl, Oosternieland en Rottum (Zandeweer, later Doodsti, en Oldenzijl)[18]
- Middelstum, Toornwerd en Westerwijtwerd (incl. Engeweer) (Middelstum)
- Menkeweer (Onderdendam; Huizinge)

#### Innersdijk
- Bedum en Onderwierum (Bedum)
- Westerdijkshorn
- Ter Laan en Het Reidland
- Ellerhuizen
- Noordwolde (Noordwolde)
- Zuidwolde en Beijum (Noorderhoogebrug)

### Fivelingo
Het landschap Fivelingo (in de middeleeuwen Fivelgo) bestond oorspronkelijk uit vier onderdistricten. Bij het Ommelander reglement van 1659 werd onder druk van de Staten Generaal een nieuwe indeling gemaakt, waarbij de onderkwartieren Hoogelandsteradeel, Oosteradeel en Duurswolderadeel werden gevormd. Die maatregel werd door het Reglement Reformatoir weer ongedaan gemaakt. In beroepskwesties vormde Fivelgo samen met Hunsingo (zonder Middag) tot 1749 de Oosterwarf.
In Fivelingo bevonden zich ruim twintig rechtstoelen. In de dorpen Loppersum, Wirdum, Garrelsweer, Eenum, Zeerijp, Leermens en 't Zandt bestond tevens een kerkelijke rechtbank, het indultum van Loppersum, die zich met kwesties van openbare orde (met name ijkwezen) bezighield. Voor de leden van garnizoen in de vestingplaats Delfzijl golden de regels van de militaire rechtspraak. De jaarlijkse toewijzing van de redgerrechten en de aflegging van de eed vond plaats in Loppersum en Leermens en wellicht in Appingedam, Holwierde, Slochteren en/of Farmsum (waar tot 1594 seendgerechten zitting hielden). Tjamsweer en Garreweer behoorden oorspronkelijk bij Oosterwijtwerd in het Westerambt, maar werden omstreeks 1600 met Opwierde verenigd. Wagenborgen scheidde zich in het begin van de vijftiende eeuw van Fivelingo af en voegde zich bij het Oldambt.
In 1803 gingen de afzonderlijke rechtstoelen op in de jurisdictie Fivelingo met als hoofdplaats Appingedam; er waren afzonderlijke zegelaars in Delfzijl, Loppersum en Slochteren. In 1811 werden hieruit de vredegerechten of kantons Appingedam en Loppersum gevormd, die in 1838 opgingen in het kantongerecht Appingedam. Duurswold werd in 1811 bij Hoogezand gevoegd.

#### Westerambt (Fivelingo)
- Loppersum en Wirdum (Loppersum; Wirdum)
- Leermens, 't Zandt, Zeerijp en Eenum (Leermens; Zeerijp)
- Zandster Eesterrecht (een deel van 't Zandt incl. Zijldijk; Eenumerhoogte incl. landerijen onder Leermens, Eenum en Zeerijp) ('t Zandt, eerder Leermens?[20])
- Poster Eesterrecht (Ten Post; Wittewierum en Garrelsweer, met een stukje van 't Zandt) (Winneweer[21])
- Oosterwijtwerd, Jukwerd en Krewerd of 'Wijtwerderrecht' (Oosterwijtwerd)
- Stedum, Westeremden en Garsthuizen (Stedum, Westeremden en Garsthuizen)
- Vierburen (met Godlinze, Losdorp, Spijk en Bierum) (Bierum en Godlinze)

#### Oosterambt (Fivelingo)
- Appingedam, Tjamsweer en Opwierde (incl. Garreweer en Tuikwerd)
- Appingedam, 'Richteren' of 'Eedgenootschap ten Damme' (uitsluitend civielrechtelijk) (raadhuis van Appingedam)
- Farmsum, Weiwerd, Heveskes, Oterdum en Meedhuizen (Farmsum, bij de gerechtslinde op het dorpsplein[22])
- Delfzijl (Delfzijl)
- Uitwierde en Solwerd (Solwerd)
- Holwierde en Marsum (Holwierde)

#### Duurswoldof Zevenwolden
- Siddeburen en Oostwold (Siddeburen)
- Hellum en half Schildwolde (Hellum[23])
- Slochteren, Kolham, Foxham en half Schildwolde (Slochteren, Het Hoogehuis)
- Scharmer
- Lutke- en Groot-Harkstede

#### Vierendeel
- Garmerwolde, Thesinge, Ten Boer, Sint Annen en Heidenschap (Garmerwolde)
- Woltersum (Woltersum)
- Lellens (Lellens)

### Stad Groningen
Het Volle Gerecht was het hoogste gerechtsorgaan van de stad Groningen. Het bestond uit burgemeester en raad, die door een kleinere commissie werden geadviseerd. De bevoegdheden van dit gerecht betroffen zowel civiele als strafzaken. Beroep was tot 1749 niet mogelijk. Het Volle Gerecht was tevens een rechtbank in hoger beroep voor de stadsjurisdicties.
- Volle Gerecht (raad- en wijnhuis)

#### Nedergerecht van Groningen
De 'raad ten hove', later Nedergerecht genoemd, werd opgericht in 1623 om het volle gericht te ontlasten. Het was alleen bevoegd bij kleinere civiele zaken. Het nedergericht zetelde in aanvankelijk het Oude Rechthuis aan de Grote Markt bij de Martinitoren, gebouwd in 1509. In 1647 kreeg dit gebouw de functie van Hoofdwacht (militaire centraalpost) en verhuisde het Nedergerecht naar het Raadhuis, terwijl de bovenzaal in gebruik bleef als rechtszaal voor het Gorecht (zie afbeelding).
- Nedergerecht (Oude Rechthuis, sinds 1647 Raad- en Wijnhuis)

#### SelwerdenSappemeer
Het gerecht van Selwerd bestond een aantal schultambten. Meestal waren er vijf schulten (schouten), die zich vooral met de openbare orde bezighielden: Noorddijk, Engelbert, Kropswolde, Haren en Helpman. Sappemeer vormde sinds 1633 een afzonderlijke rechtstoel. In het Gorecht gold het Landrecht van Selwerd, in Hoogezand, Sappemeer en Windeweer-Lula het Oldambtster landrecht. Daarnaast bestonden er plaatselijke willekeuren, vastgelegd door de gerechtigden in een dorp, garst, meente, marke of buurtschap, soms ook voor een weg of een dijk.
In 1803 gingen beide onderdelen op in de jurisdictie Gorecht en Sappemeer met als hoofdplaats Hoogezand. Daaraan werden Tripscompagnie en Borgercompagnie toegevoegd. In 1811 werden deze delen weer gescheiden. Uit de voormalige rechtstoel Sappemeer werd het vredegerecht of kanton Hoogezand gevormd, dat in 1838 opging in het kantongerecht Hoogezand. Daaraan werd Duurswold (de gemeente Slochteren toegevoegd. Het Gorecht, bestaande uit de nieuwe gemeenten Haren en Noorddijk, werd  samengevoegd met de stad Groningen. Beide vormden na 1838 een kantongerecht.
- Selwerd (Oude Rechthuis; Haren)
- Sappemeer (idem)

#### Klei-Oldambt
Bestuur en rechtspraak in het Klei-Oldambt stonden onder leiding van een ambtman, die zetelde in Termunten. De voormalige borg van de Houwerda's fungeerde als ambtmanshuis. Tussen 1590 en 1623 werd het Klei-Oldambt bestuurd door de drost of ambtman van het Wold-Oldambt. Het rechthuis te Termunten werd vermoedelijk in 1653 gebouwd.
Termunten bestond tot de in vijftiende eeuw uit vier rechtstoelen, terwijl ook Borgsweer, Wartum, Dallingeweer, Fiemel, Baamsum, Woldendorp en Westerreide eigen rechters hadden. Daarvan bleef in de 16e eeuw alleen Borgsweer over. Wagenborgen voegde zich omstreeks 1435 bij het Klei-Oldambt. De dijkrechters (in Wagenborgen ook gastrechters) hielden zich vooral met de waterstaat bezig. 
- Termunten (met Lutke- en Groot-Termunten incl. Termunterzijl, Borgsweer, Woldendorp en Wagenborgen) (Termunten)

#### Wold-Oldambt
Bestuur en rechtspraak in het Wold-Oldambt stonden onder leiding van een drost of ambtman, die zetelde op de Drostenborg in Zuidbroek. Vanaf 1590 tot 1623 was hij ook verantwoordelijk voor het Klei-Oldambt. Daarna kreeg deze streek een eigen ambtman. De rechtstoel van Winschoten viel oorspronkelijk onder het middeleeuwse landschap Reiderland met als naam Ulsder of Ulsdaër Vijfdedeel. Het rechthuis van Noordbroek, dat ten minste sinds 1771 wordt vermeld, diende mogelijk ter vervanging van de rechthuizen van Midwolda, Finsterwolde (1653) en Winschoten.
In 1803 gingen de afzonderlijke rechtstoelen van het Oldambt op in de jurisdictie van de Beide Oldambten met als hoofdplaats Zuidbroek (maar zonder Trips- en Borgercompagnie). In 1811 werden in het Oldambt de vredegerechten of kantons Zuidbroek en Midwolda gevormd, sinds 1812 te gevestigd te Veendam en Winschoten. Beide gingen in 1838 op in de kantongerechten Zuidbroek en Winschoten. De gevangenis bevond zich vanouds in Zuidbroek; hij bestond sinds 1709 uit vier cellen die men in de toren van de dorpskerk had laten inbouwen. Deze cellen zijn nog voorhanden. In het rechthuis bevond zich een gijzelkamer. In 1812 werd een huis van arrest in Winschoten ingericht; de gevangenis van Zuidbroek fungeerde tot 1832 als hulphuis van arrest; daarna werd hij gesloten.
Uitzonderlijk voor het Oldambt was dat predikanten en kerkvoogden tot 1811 optraden als notaris: bij hen kon men huwelijkscontracten, testamenten, koopakten en andere documenten laten verzegelen en vastleggen in een protocolboek. Dit recht werd mei 1607 door het stadsbestuur ingetrokken, maar juni 1608 alsnog weer toegestaan. De kerspelen hadden bovendien ieder twee of meer dijkrechters (daarnaast in Winschoten kluftmeesters) die zich vooral met de waterstaat bezig hielden.
- Zuidbroek (met Noordbroek, Zuidbroek, Meeden, Muntendam, Veendam, Wildervank, Tripscompagnie en Borgercompagnie) (Zuidbroek en Noordbroek)
- Midwolda (met Scheemda, Nieuw-Scheemda, Eexta, Midwolda en Nieuwolda) (Midwolda) N.B.: Hiertoe behoorde ook de buurtschap De Heemen (kerspel Nieuwolda)
- Finsterwolde (Finsterwolde)
- Winschoten (met Beerta, Nieuw-Beerta, Westerlee, Heiligerlee, Winschoten, Oude Pekela en Nieuwe Pekela) (Winschoten) N.B.: Het Westeinde van Blijham viel tot het begin van de 18e eeuw onder het kerspel Winschoten in het Wold-Oldambt.

#### Westerwolde cum annexis
Het rechthuis voor Westerwolde bevond zich ten minste in 1539 in Wedde. In Bellingwolde werd in 1643 een nieuw rechthuis gebouwd, ter vervanging van een gebouw dat staat afgebeeld op een kaart uit 1587 en mogelijk al uit 1456 dateerde. De boerrigters van de afzonderlijke dorpen hadden vermoedelijk eigen vergaderplekken; genoemd worden de gerechtseik te Ellersinghuizen en 't olle gericht te Veele. Bellingwolde en Blijham hadden dijkrechters.
In 1803 gingen de afzonderlijke rechtstoelen op in de jurisdictie Wedde en Westerwoldingerland met als hoofdplaats Wedde. In 1811 werd hieruit het vredegerecht of kanton Wedde gevormd, sinds 1812 gevestigd te Oude Pekela. Dit onderdeel ging op zijn beurt in 1838 op in het kantongerecht Winschoten. Voor de leden van garnizoen in de vestingplaatsen Nieuweschans, Oudeschans en Bourtange golden de regels van de militaire rechtspraak.
Ook in Westerwolde traden predikanten en kerkvoogden op als notaris: bij hen kon men huwelijkse voorwaarden en testamenten laten verzegelen en vastleggen in een protocolboek. Het was hen echter niet toegestaan koopakten te verzegelen.
- Bellingwolde en Blijham (met Oude- en Nieuweschans) (Bellingwolde[28]) N.B.: Hiertoe behoorden ook delen van Oude en Nieuwe Pekela ten oosten van de oude loop van de Pekel A. Het Westeinde van Blijham viel tot het begin van de 18e eeuw onder het kerspel Winschoten in het Wold-Oldambt.
- Wedde en Westerwoldingerland (met Vriescheloo, Wedde, Onstwedde, Vlagtwedde, Bourtange, Sellingen en Ter Apel) (Wedde; Vlagtwedde)